# 福元大輔
福元 大輔（ふくもと だいすけ、Daisuke Fukumoto、1997年10月13日 - ）は、カナダを拠点に活動する鹿児島県出身の騎手。

## 来歴
福岡県に生まれ、3歳で父方の故郷、鹿児島県揖宿郡頴娃町(南九州市)に移る。頴娃町の家では馬を3.4頭飼育していた牧場であったことから、日常的に馬に乗っていたという。小学2・3年生から当時活躍していたディープインパクトのような馬に乗りたいと考え、本格的に騎手を志すようになった。父は、佐賀競馬場の厩務員をしていたこともあった。2010年時点で乗馬歴9年、ポニー競馬歴7年、草競馬20勝以上であった。

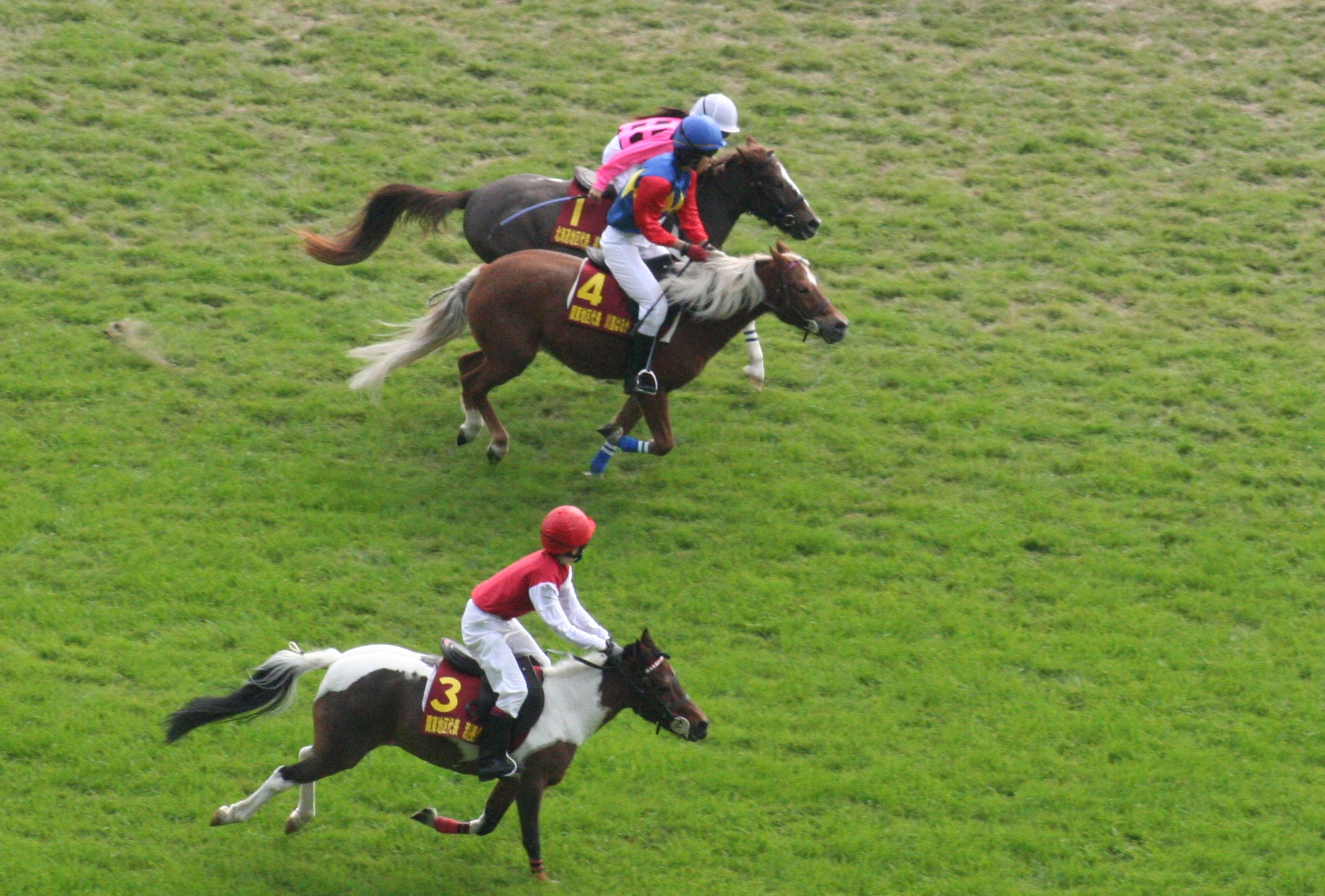
この先頭争いの10馬身後ろで入線。優勝は、手前の関東地区代表（3番・赤帽、勝ちタイム31.1秒）

頴娃愛馬ファミリークラブに所属し、中学校1年の身で2010年8月29日、JRA宮崎育成牧場で行われた第2回全国ポニー競馬選手権「ジョッキーベイビーズ」南九州予選で200メートル、400メートルの2戦に出走し2勝して優勝、本戦に進出した。11月のジョッキーベイビーズ（東京競馬場、芝直線400メートル）に、レモン（牝馬14歳）に騎乗し参戦、1着馬に10馬身以上離された4着となった。その後も、ポニーレースや草競馬に参戦し、中学校3年でJRA競馬学校を受験、最終試験まで残ったものの不合格となり、翌年も受験するも、2年連続で不合格となった。その後は乗馬クラブにて8か月騎乗技術を学んだ。地方競馬からの勧誘されたものの、小学校5・6年の頃から興味を持っていた「外国の競馬で騎乗したい」、「高いレベルで騎手になりたい」という思いから断り、外国で挑戦することを決意した。
2015年7月、17歳で観光ビザを取得し、英語が話せない状態でカナダへ渡航。親からは「最悪英語の勉強をしてこい」と言われていたという。コネクションを作るために競馬場、厩舎見学を通じて、関係者に手あたり次第「騎手になりたい」というフレーズのみを言い回りアプローチを試みるも断られ、諦めて帰国しようとまで考えていた。しかし、道端でリード・ベイカー厩舎のアシスタントと接触し、実習する機会を得た。その後3か月、英語学校に通学しながら、週末に厩舎で研修を行った。その後もカナダに残り、ウッドバイン競馬場の調教師であるロジャー・アトフィールド、マイク・デパウロらについて調教への騎乗や手伝いを2年間続けた。モーリシャス出身のエージェントと学科試験、実技試験の勉強を進め、2017年7月20日、カナダの騎手免許を取得した。
免許取得から6日後、7月26日のウッドバイン競馬場第2競走で初騎乗を果たし、7頭中5着となる。同日の第5競走では騎乗馬がレース中に出血を催し競走中止となった。それから約50回騎乗したが2着が多く、勝利を挙げることができなかった。20歳の誕生日でもある10月13日、ウッドバイン競馬場第6競走にてRaglan Roadに騎乗し初勝利を達成。1年目は139戦4勝という成績を残した。
2年目の2018年、400戦に騎乗して36勝を挙げた。年度末の第44回ソヴリン賞にて、104勝を挙げた木村和士が、157票で最優秀見習騎手賞を受賞される中、次点の75票で優秀見習騎手賞を受賞した。2019年も、479戦52勝という成績を残し、2年連続で木村の次点、91票で優秀見習騎手賞を受賞した。
4年目の2020年は、4月18日からの予定であったウッドバイン競馬場の開催が、新型コロナウイルスの流行により6月6日開幕に延期。それにより、カナダの「ダービー」に相当し、カナダ三冠の第1戦であるクイーンズプレートステークスが、6月27日から約2か月延期されることとなった。そのクイーンズプレートステークスに隻眼の牡馬、マイティーハート（Mighty Heart）に騎乗し初めて参戦、逃げ切り果たし優勝。ステークス3勝目にして、日本人騎手として初めて「カナダダービージョッキー」となった。9月29日にはカナダ三冠の第2戦となるプリンスオブウェールズステークスにマイティーハートとともに出走して勝利。2冠を達成した。続けて10月24日カナダ三冠の第3戦ブリーダーズステークスに出走するも7着に敗退。3冠はならなかった。このレース後の3戦はマイティーハートの鞍上をおろされてしまったが、G3ドミニオンデイステークスで復帰して勝利した。カナダ三冠はカナダ産馬限定戦のため国際格付けを持っておらず、ドミニオンデイステークスで国際重賞初勝利となった。
2021年9月18日、ウッドバインマイルでタウンクルーズ(Town Cruise)に騎乗し勝利した。これにより、国際GI競走初勝利を挙げた。
2022年2月20日、カナダ競馬のシーズンオフを利用して遠征していた米国西海岸のサンタアニタパーク競馬場で、家族内の不幸から騎乗取りやめしたジョン・ヴェラスケス騎手の「代打」として、乗り替わり騎乗した二番人気のバラーザでG3サンシメオンステークスを制し、米重賞初勝利を果たした。サンタアニタパーク競馬場の芝のダウンヒル (下り坂) かつダートを横切る米国では珍しいコースでの騎乗はこれが初めてだった。

## 人物
- 目標は、「次の試合に勝つこと」と[4]、ウッドバイン競馬場よりも大きな「アメリカ（合衆国）のカリフォルニア、ニューヨークの競馬場に挑戦すること」[4]。将来的には「世界で通用する騎手になること」[4]。
- いい騎手とは「その馬の能力を全部引き出していいレースができる騎手」[1]。
- 中学時代のあだ名は「夢ちゃん」[1]。先生や友人たちに騎手になる夢を話していたことから[1]。

## 主な騎乗馬
- サツマヨカニセ  (ポニー競馬の主戦馬)
- マイティーハート / Mighty Heart (2020年クイーンズプレートステークス、プリンスオブウェールズステークス、ドミニオンデイステークス)
- タウンクルーズ / Town Cruise (2021年ウッドバインマイル)

## 騎乗成績
|            | 日付           | 競馬場・開催    | 競走名        | 格 | 馬名            | 頭数 | 着順 |
| ---------- | -------------- | --------------- | ------------- | -- | --------------- | ---- | ---- |
| 初騎乗     | 2017年07月26日 | ウッドバイン R2 | Claiming      |    | Now Ya Want Me  | 7頭  | 5着  |
| 初勝利     | 2017年10月13日 | ウッドバイン R6 | Claiming      |    | Raglan Road     | 8頭  | 1着  |
| 重賞初騎乗 | 2020年 7月25日 | ウッドバイン R3 | Marine Stakes | G3 | Perfect Revenge | 7頭  | 7着  |
| 重賞初勝利 | 2021年 7月1日  | ウッドバイン R7 | Dominion Day  | G3 | Mighty Heart    | 5頭  | 1着  |
| GI初騎乗   | 2020年 9月19日 | ウッドバイン R9 | Woodbine Mile | G1 | Olympic Runner  | 8頭  | 4着  |

以下の内容は、EQUIBASEの情報に基づく
| 年   | 騎乗数 | 勝利数 | 2着数 | 3着数 | 賞金（ドル） | Earnings per start | 勝率 | 3着内率 |
| ---- | ------ | ------ | ----- | ----- | ------------ | ------------------ | ---- | ------- |
| 2017 | 139    | 4      | 10    | 13    | $198,836     | $1,430             | 3%   | 19%     |
| 2018 | 400    | 36     | 51    | 38    | $891,091     | $2,228             | 9%   | 31%     |
| 2019 | 479    | 52     | 56    | 56    | $1,485,242   | $3,101             | 11%  | 34%     |
| 2020 | 552    | 69     | 51    | 66    | $3,054,164   | $5,533             | 13%  | 34%     |
| 2021 | 385    | 38     | 49    | 36    | $2,286,107   | $5,938             | 10%  | 32%     |
| 通算 | 1,955  | 199    | 217   | 209   | $7,915,440   | $4,049             | 10%  | 32%     |

- 情報は、2021年12月31日時点。

## 出演番組
- グリーンチャンネル「水曜馬スペ!」

2016年にカナダへ渡航して以後、今日に至るまでのカナダでの武者修行の様子に長期密着取材したシリーズ「僕はカナダで騎手になる」がこれまで実質的に5作品放送されている（第4部は2024年12月に前後編2回シリーズ）。
なお実質的な第4部は2020年に放送されたが、新型コロナウイルス感染拡大による取材制限などで現地取材スタッフの人員が不足したことなども踏まえ、テレビ電話でのインタビューを主として展開したため、あえて「将来現地取材が再開できるように」と、第3部の延長線上にある位置づけで「第3.5部」として放送された。